# Aceleración propia

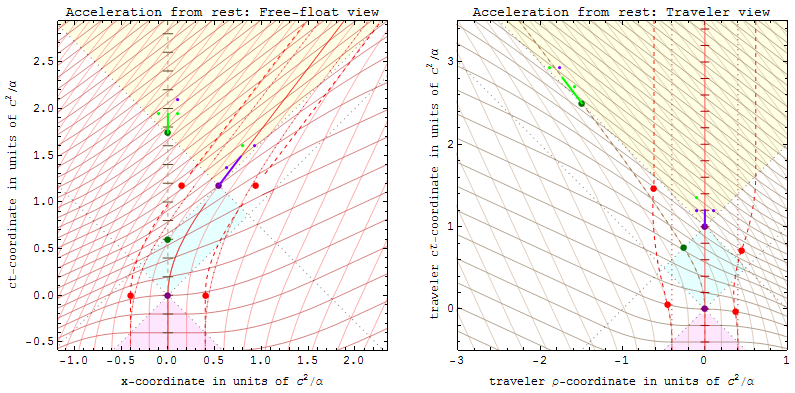
Perspectiva "fija" y del viajero de un año de aceleración propia desde el reposo.

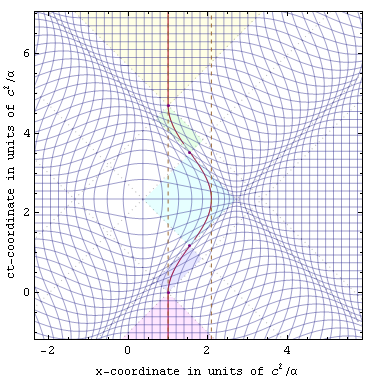
Espacio-tiempo visto por el viajero para un viaje de ida y vuelta con aceleración constante.

En la teoría de la relatividad, la aceleración propia  es la aceleración física experimentada por un objeto, es decir, la aceleración medida como por un acelerómetro colocado sobre el objeto. Es, por tanto, la aceleración relativa a un observador de caída libre, o inercial, que se encuentra momentáneamente en reposo respecto al objeto que se mide. Por lo tanto, la gravitación no causa una aceleración propia, ya que la gravedad actúa sobre el observador inercial del que debe partir cualquier aceleración propia. Un corolario es que todos los observadores inerciales tienen siempre una aceleración propia de cero.
La aceleración propia contrasta con la aceleración de coordenadas, que depende de la elección del sistema de coordenadas y, por lo tanto, de la elección de los observadores (véase tres aceleraciones en relatividad especial).
En las coordenadas inerciales estándar de la relatividad especial, para un movimiento unidireccional, la aceleración propia es la tasa de cambio de la velocidad propia con respecto al tiempo de las coordenadas.
En un marco inercial en el que el objeto se encuentra momentáneamente en reposo, el vector 3 de la aceleración propia, combinado con un componente temporal nulo, da lugar a la cuadriaceleración del objeto, lo que hace que la magnitud de la aceleración propia sea invariante de Lorentz. Así, el concepto es útil: (i) con sistemas de coordenadas acelerados, (ii) a velocidades relativistas, y (iii) en el espaciotiempo curvo.
En un cohete en aceleración después del lanzamiento, o incluso en un cohete parado en el pórtico, la aceleración propia es la que sienten los ocupantes, y que se describe como fuerza g (que no es una fuerza sino una aceleración; véase ese artículo para más discusión de la aceleración propia) entregada sólo por el vehículo. La "aceleración de la gravedad" ("fuerza de la gravedad") nunca contribuye a la aceleración propia en ninguna circunstancia, y por lo tanto la aceleración propia que sienten los observadores que están parados en el suelo se debe a la fuerza mecánica del suelo, no a la "fuerza" o "aceleración" de la gravedad. Si se retira el suelo y se deja que el observador caiga libremente, el observador experimentará una aceleración de coordenadas, pero no una aceleración propia y, por tanto, no habrá fuerza g. Por lo general, los objetos en tal caída o, en general, cualquier trayectoria balística (también llamada movimiento inercial), incluidos los objetos en órbita, no experimentan ninguna aceleración propia (despreciando las pequeñas aceleraciones de marea para las trayectorias inerciales en campos gravitatorios). Este estado también se conoce como "gravedad cero" o "caída libre", y produce una sensación de ingravidez.
La aceleración propia se reduce a la aceleración por coordenadas en un sistema de coordenadas inerciales en el espacio-tiempo plano (es decir, en ausencia de gravedad), siempre que la magnitud de la velocidad propia del objeto (momento por unidad de masa) sea mucho menor que la velocidad de la luz c. Sólo en tales situaciones la aceleración de coordenadas se siente completamente como una fuerza g (es decir, una aceleración propia, también definida como aquella que produce un peso medible).
En situaciones en las que la gravitación está ausente pero el sistema de coordenadas elegido no es inercial, sino que está acelerado con el observador (como el marco de referencia acelerado de un cohete en aceleración, o un marco fijado sobre objetos en una centrifugadora), entonces las fuerzas g y las correspondientes aceleraciones propias sentidas por los observadores en estos sistemas de coordenadas son causadas por las fuerzas mecánicas que resisten su peso en tales sistemas. Este peso, a su vez, es producido por fuerzas ficticiass o "fuerzas de inercia" que aparecen en todos estos sistemas de coordenadas acelerados, de forma parecida al peso producido por la "fuerza de gravedad" en los sistemas en los que los objetos están fijos en el espacio con respecto al cuerpo gravitatorio (como en la superficie de la Tierra).
La fuerza total (mecánica) que se calcula para inducir la aceleración propia sobre una masa en reposo en un sistema de coordenadas que tiene una aceleración propia, a través de la ley de Newton F' = ma, se llama fuerza propia. Como se ha visto anteriormente, la fuerza propia es igual a la fuerza de reacción opuesta que se mide como el "peso operativo" de un objeto (es decir, su peso medido por un dispositivo como una balanza de resorte, en el vacío, en el sistema de coordenadas del objeto). Por tanto, la fuerza propia de un objeto es siempre igual y opuesta a su peso medido.

## Ejemplos
Cuando se sujeta un carrusel que gira a una velocidad angular constante, un observador experimenta una aceleración propia radialmente hacia adentro (centrípeta) debido a la interacción entre el asidero y la mano del observador. Esto anula la aceleración geométrica radialmente hacia afuera asociada a su marco de coordenadas giratorio. Esta aceleración hacia el exterior (desde la perspectiva del marco giratorio) se convertirá en la aceleración de coordenadas cuando se suelte, haciendo que salga volando a lo largo de una trayectoria de aceleración propia nula (geodésica). Los observadores no acelerados, por supuesto, en su marco simplemente ven desaparecer sus aceleraciones propias y de coordenadas iguales cuando se sueltan.
Del mismo modo, al estar en un planeta que no gira o lo hace lentamente (y en la Tierra a efectos prácticos), los observadores experimentan una aceleración propia hacia arriba debida a la fuerza normal ejercida por la Tierra en la suela de sus zapatos.  Esto anula la aceleración geométrica descendente debida a la elección del sistema de coordenadas (un llamado marco de concha).  Esa aceleración hacia abajo se convierte en coordenadas si se sale inadvertidamente de un acantilado hacia una trayectoria de aceleración propia cero (geodésica o de marco de lluvia).
Nótese que las aceleraciones geométricas (debido al término de conexión en la derivada covariante del sistema de coordenadas) actúan sobre cada gramo de nuestro ser, mientras que las aceleraciones propias suelen ser causadas por una fuerza externa.  Los cursos de introducción a la física suelen tratar la aceleración (geométrica) de la gravedad hacia abajo como debida a una fuerza proporcional a la masa.  Esto, junto con evitar diligentemente los marcos no acelerados, les permite tratar la aceleración propia y la de las coordenadas como la misma cosa.
Incluso entonces, si un objeto mantiene una aceleración propia constante desde el reposo durante un período prolongado en el espaciotiempo plano, los observadores en el marco de reposo verán que la aceleración de coordenadas del objeto disminuye a medida que su velocidad de coordenadas se acerca a la velocidad de la luz.  Sin embargo, la velocidad propia del objeto se mantiene constante.